# Fairey Gannet
Fairey Gannet byl britský protiponorkový letoun, zařazený do služby od roku 1953 u Royal Navy i Royal Air Force.

## Vývoj
Gannet byl postaven v roce 1945 jako odpověď na požadavek Admirality GR.17/45, pro který byly postaveny prototypy Fairey (typ Q nebo Fairey 17, po zadání požadavku) a Blackburn Aircraft (Blackburn B-54 / B-88).
Po zvážení a vyřazení Rolls-Royce Tweed turboprop, Fairey vybralo motor založený na Armstrong Siddeley Mamba: Double Mamba (nebo "Twin Mamba"). Šlo v podstatě o dva motory Mamba namontované vedle sebe a spojené prostřednictvím společné převodovky na koaxiální protiběžně rotující vrtule. Výkon se přenášel z každého motoru pomocí torzní hřídele sérií převodů, čímž se získá vhodný redukční poměr a správné otáčení vrtulového hřídele.

## Modifikace
| Typ    | Role                        | Postaveno | Poznámka |
| ------ | --------------------------- | --------- | --- |
| Type Q | Protiponorkový letoun       | 3         | Objednány 3 prototypy, dva v srpnu 1946 a jeden s maketou zadního kokpitu v červenci 1949. První (VR546) vylétl 19. září 1949 následován druhým (VR577) 6. července 1950. Třetí prototyp (WE488) poprvé vzlétl v květnu 1951. Všechny tři poháněl motor Double Mamba ASMD.1.                                                 |
| AS.1   | Protiponorkový letoun       | 183       | |
| T.2    | Cvičná verze AS.1           | 38        | 1 přestavěn z AS.1 |
| AEW.3  | letoun včasné výstrahy      | 44        | Úprava pro roli palubního letounu včasné výstrahy, která vedla k zásadní přestavbě motoru a vybavení. Byla jím vybavena pouze 849. peruť jejíž čtyři letky (A,B,C,D) plnily průzkumnou roli na všech tehdejších britských letadlových lodích. Celkem bylo objednáno 44 Gannetů této verze jako náhrada Douglas A-1 Skyraider |
| AS.4   | Protiponorkový letoun       | 75        | 1 přestavěn z AS.1 |
| COD.4  | Palubní zásobovací letoun   | 6         | Přestavěny z AS.4 |
| T.5    | Cvičná verze AS.1 AS.4      | 11        | 3 přestavěny z T.2 |
| ECM.6  | Letoun pro elektronický boj | 9         | Přestavěny z AS.4 Původní označení AS.6 |
| AEW.7  | letoun včasné výstrahy      | 0         | Návrh zásadní úpravy AEW.3 |

## Uživatelé
Austrálie

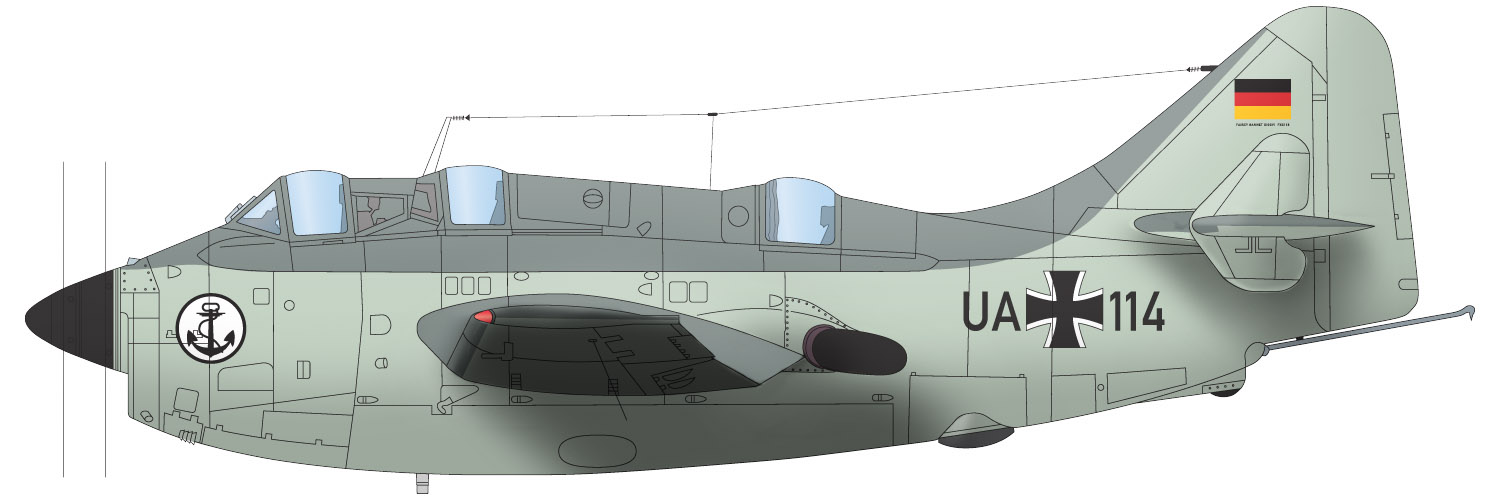
Fairey Gannet, Marineflieger

- Fleet Air Arm (Royal Australian Navy)

 Německo
- Marineflieger

 Indonésie
- Indonéské námořnictvo

 Velká Británie
- Fleet Air Arm

## Dochované exempláře

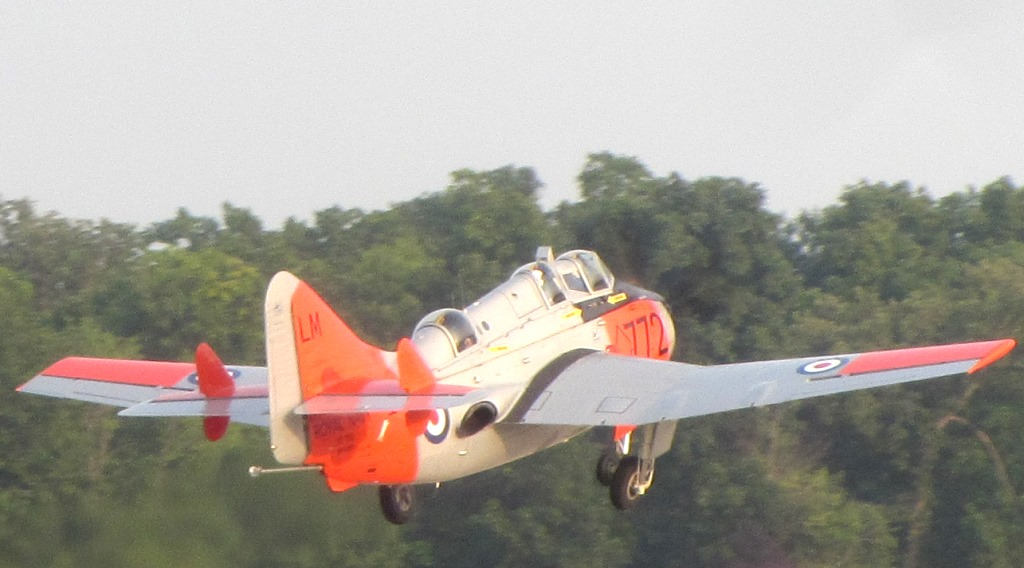
Fairey Gannet XT752/772-LM

### Spojené státy americké
Letuschopné
- Prototyp Gannetu T5 XT752 vlastní Shannan Hendricks, New Richmond, Wisconsin. Jedná se o poslední létající Gannet verze T5, navrácený do letuschopného stavu 9. srpna 2013[3]

## Specifikace (Gannet AS.1)

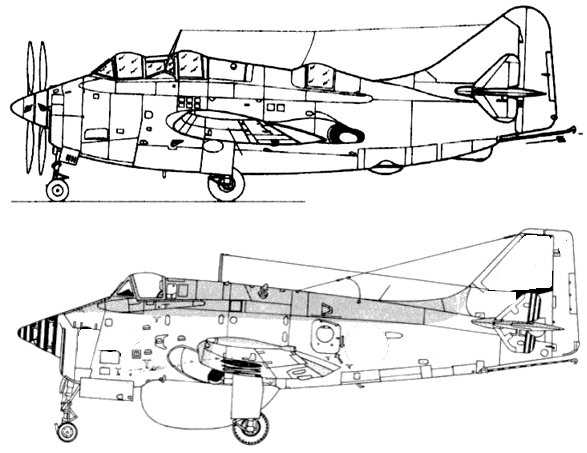
porovnání bokorysů protiponorkové (nahoře) a elektronické (dole) verze Fairey Gannet

### Technické údaje
- Osádka: 3
- Délka: 13 m
- Rozpětí křídla: 16,56 m
- Výška na zemi: 4,19 m
- Nosná plocha: 45 m²
- Hmotnost prázdného letounu: 6 835kg
- Vzletová hmotnost :
- Plošné zatížení křídla:
- Pohonné jednotky: 1 × turbovrtulový Armstrong Siddeley Double Mamba ASMD 1 o výkonu 2200 kW (2991 k)
- Poměr tahu a hmotnosti:

### Výkony
- Maximální rychlost: 500 km/h
- Dolet: 1 112 km[4]
- Dostup: 7 620 m[4]
- Stoupavost: 9,7 m/s[4]

### Výzbroj
- max. 2 000 kg podvěšené výzbroje, zahrnující různé kombinace pum, hlubinných náloží, min, torpéd a neřízených raket